# G2 (podfaza)
G2 (G od eng. gap) je podfaza u interfazi, fazi staničnog ciklusa. 
Zbiva se poslije podfaze sinteze.
U ovoj se podfazi zbivaju pripreme stanice za diobu. U ovoj podfazi stanica još raste. Stanica mora proći kroz mehanizam nadzora oštećenja DNK u kojoj se organizam osigurava da ne počne mitoza prije nego što se popravi svako možebitno oštećenje DNK prije nego što se stanica počne replicirati.
Ovom podfazom okončava interfaza i stanica ide u diobu u fazu mitoze.